# Großer Preis von Deutschland 1975
Der Große Preis von Deutschland 1975 (offiziell XXXVII Großer Preis von Deutschland) fand am 3. August auf dem Nürburgring in Nürburg statt und war das elfte Rennen der Automobil-Weltmeisterschaft 1975.

## Berichte

### Hintergrund
Wegen der zahlreichen Unfälle, die sich in der letzten Runde des Großen Preises von Großbritannien aufgrund plötzlich einsetzenden Regens ereignet hatten, war der Reparaturaufwand einiger Teams in den zwei Wochen vor dem Deutschland-GP sehr groß. Aus diesem Grund musste das Team Surtees auf die Teilnahme verzichten und gestattete daraufhin seinem Stammfahrer John Watson, bei Lotus als Ersatz für Jacky Ickx einzuspringen.
Frank Williams meldete wieder einen zweiten Wagen neben dem für Stammfahrer Jacques Laffite und besetzte ihn mit Ian Ashley.
Die Warsteiner Brauerei ermöglichte dem mit deutscher Fahrerlizenz antretenden Österreicher Harald Ertl sein Grand-Prix-Debüt, indem man den zweiten Werks-Hesketh sponserte, den das Werksteam in einer früheren Phase der Saison an das private Harry Stiller Racing Team ausgeliehen hatte.
Anstatt des zweimal glücklosen Hiroshi Fushida versuchte nun der Debütant Tony Trimmer, sich mit dem unterlegenen Maki F101 für einen Grand Prix zu qualifizieren.
Carlos Pace bestritt seinen 50. Grand Prix.

### Training
Ashley verunglückte während des Trainings im Streckenabschnitt Pflanzgarten schwer und konnte aufgrund der dabei erlittenen Verletzungen nicht am Rennen teilnehmen.
Mit einer Rundenzeit von 6:58,6 Minuten sicherte sich Niki Lauda bereits zum sechsten Mal in der laufenden Saison die Pole-Position. Es handelte sich dabei um die schnellste Runde, die jemals auf der 22,835 Kilometer langen Nordschleife gefahren wurde, die in ihrem damaligen Layout noch bis 1982 bestand. Da es sich jedoch um eine Trainingszeit handelte, die nicht unter Rennbedingungen zustande kam, ist sie nicht als offizieller Rundenrekord gültig.
Für den zweiten Platz qualifizierte sich Pace, der die Sieben-Minuten-Grenze zwar exakt erreichte, jedoch nicht unterbieten konnte. Die beiden Tyrrell-Werksfahrer Jody Scheckter und Patrick Depailler bildeten die zweite Startreihe vor Clay Regazzoni im zweiten Ferrari 312T und Jochen Mass im McLaren M23. Dessen Teamkollege, der amtierende Weltmeister Emerson Fittipaldi, qualifizierte sich hinter March-Pilot Hans-Joachim Stuck für den achten Rang. James Hunt und Carlos Reutemann komplettierten die Top Ten.

### Rennen
Vom Start weg übernahm zunächst Lauda die Führung vor Pace und Depailler, während Scheckter nach einem sehr schlechten Start bis ans Ende des Feldes zurückfiel. Bereits während der ersten Runde wurde Mass Opfer eines Reifenschadens und verunfallte heftig, entkam jedoch unverletzt. Mark Donohue hatte ein ähnliches Problem, schaffte allerdings den Weg zurück zur Box. Dies war der Beginn einer Reihe von Reifenschäden, die während des Rennens durch die extreme Hochsommerhitze ausgelöst wurden. Aufgrund eines Kupplungsschadens war das Rennen auch für Ronnie Peterson bereits nach nur einer Runde beendet.
Die zweite Runde begann Lauda als Führender vor Depailler, Pace, Reutemann und Regazzoni. Während dieses Umlaufs fiel Emerson Fittipaldi wegen eines Reifenschadens, welcher schließlich einen Defekt an der Aufhängung verursachte, aus. In der fünften Runde geschah dies auch Pace. Scheckter, der sich vom Ende des Feldes aus um einige Positionen nach vorn gearbeitet hatte, verunfallte in der siebten Runde schwer, ohne Verletzungen davonzutragen.
Nach neun Runden war nur noch rund die Hälfte der Gestarteten im Rennen. Depailler war durch einen Reparaturstopp infolge eines Aufhängungsschadens weit zurückgefallen. Dadurch ergab sich kurzzeitig eine Ferrari-Doppelführung, die jedoch bereits in derselben Runde wegen eines Motorschadens an Regazzonis Wagen endete. Kurz drauf wurde auch Lauda Opfer eines Reifenschadens. Durch den notwendigen Boxenstopp fiel er auf den fünften Rang zurück, während Reutemann das Rennen vor Hunt und Tom Pryce anführte. Hunt fiel nach der zehnten Runde aus und Pryce konnte nicht am Limit fahren, da sich Kraftstoff durch ein Leck im Tank in sein Cockpit ergoss.
Letztendlich feierte Reutemann seinen ersten Sieg in der laufenden Saison und Jacques Laffite sicherte dem unterfinanzierten Team Frank Williams Racing Cars als Zweitplatzierter eines der besten Resultate der Teamgeschichte. Lauda baute als Dritter seine Führung in der Weltmeisterschaftswertung gegen seinen Hauptkonkurrenten Fittipaldi aus, der nach seinem Ausfall den zweiten Platz in dieser Tabelle vorläufig dem siegreichen Reutemann überlassen musste.
Regazzoni fuhr die schnellste Runde des Rennens in 7:06,4 Minuten. Da diese Zeit unter Rennbedingungen zustande kam, gilt sie als offizieller Rundenrekord des 22,835 Kilometer langen Streckenlayouts. Der Rekord kann seit 1982 aufgrund veränderter Streckenführung im Bereich der ehemaligen Start-und-Ziel-Schleife nicht mehr gebrochen werden und hat daher bis heute Bestand.

## Meldeliste
| Team                            | Nr. | Fahrer             | Chassis         | Motor                    | Reifen |
| ------------------------------- | --- | ------------------ | --------------- | ------------------------ | ------ |
| Marlboro Team Texaco            | 01  | Emerson Fittipaldi | McLaren M23     | Ford Cosworth DFV 3.0 V8 | G      |
| Marlboro Team Texaco            | 02  | Jochen Mass        | McLaren M23     | Ford Cosworth DFV 3.0 V8 | G      |
| Elf Team Tyrrell                | 03  | Jody Scheckter     | Tyrrell 007     | Ford Cosworth DFV 3.0 V8 | G      |
| Elf Team Tyrrell                | 04  | Patrick Depailler  | Tyrrell 007     | Ford Cosworth DFV 3.0 V8 | G      |
| John Player Team Lotus          | 05  | Ronnie Peterson    | Lotus 72E       | Ford Cosworth DFV 3.0 V8 | G      |
| John Player Team Lotus          | 06  | John Watson        | Lotus 72E       | Ford Cosworth DFV 3.0 V8 | G      |
| Martini Racing                  | 07  | Carlos Reutemann   | Brabham BT44B   | Ford Cosworth DFV 3.0 V8 | G      |
| Martini Racing                  | 08  | Carlos Pace        | Brabham BT44B   | Ford Cosworth DFV 3.0 V8 | G      |
| Beta Team March                 | 09  | Vittorio Brambilla | March 751       | Ford Cosworth DFV 3.0 V8 | G      |
| Lavazza March                   | 10  | Hans-Joachim Stuck | March 751       | Ford Cosworth DFV 3.0 V8 | G      |
| Lavazza March                   | 29  | Lella Lombardi     | March 751       | Ford Cosworth DFV 3.0 V8 | G      |
| Scuderia Ferrari SpA SEFAC      | 11  | Clay Regazzoni     | Ferrari 312T    | Ferrari 015 3.0 F12      | G      |
| Scuderia Ferrari SpA SEFAC      | 12  | Niki Lauda         | Ferrari 312T    | Ferrari 015 3.0 F12      | G      |
| UOP Shadow Racing Team          | 16  | Tom Pryce          | Shadow DN5      | Ford Cosworth DFV 3.0 V8 | G      |
| UOP Shadow Racing Team          | 17  | Jean-Pierre Jarier | Shadow DN5      | Ford Cosworth DFV 3.0 V8 | G      |
| Team Ensign                     | 19  | Gijs van Lennep    | Ensign N175     | Ford Cosworth DFV 3.0 V8 | G      |
| Frank Williams Racing Cars      | 20  | Ian Ashley         | Williams FW03   | Ford Cosworth DFV 3.0 V8 | G      |
| Frank Williams Racing Cars      | 21  | Jacques Laffite    | Williams FW04   | Ford Cosworth DFV 3.0 V8 | G      |
| Embassy Racing with Graham Hill | 22  | Alan Jones         | Hill GH1        | Ford Cosworth DFV 3.0 V8 | G      |
| Embassy Racing with Graham Hill | 23  | Tony Brise         | Hill GH1        | Ford Cosworth DFV 3.0 V8 | G      |
| Hesketh Racing                  | 24  | James Hunt         | Hesketh 308     | Ford Cosworth DFV 3.0 V8 | G      |
| Warsteiner Brewery              | 25  | Harald Ertl        | Hesketh 308     | Ford Cosworth DFV 3.0 V8 | G      |
| Vel’s Parnelli Jones Racing     | 27  | Mario Andretti     | Parnelli VPJ4   | Ford Cosworth DFV 3.0 V8 | G      |
| Penske Cars                     | 28  | Mark Donohue       | March 751       | Ford Cosworth DFV 3.0 V8 | G      |
| Copersucar-Fittipaldi           | 30  | Wilson Fittipaldi  | Copersucar FD03 | Ford Cosworth DFV 3.0 V8 | G      |
| Maki Engineering                | 35  | Tony Trimmer       | Maki F101C      | Ford Cosworth DFV 3.0 V8 | G      |

## Klassifikationen

### Startaufstellung
| Pos. | Fahrer             | Konstrukteur    | Zeit   | Ø-Geschwindigkeit | Start |
| ---- | ------------------ | --------------- | ------ | ----------------- | ----- |
| 01   | Niki Lauda         | Ferrari         | 6:58,6 | 196,383 km/h      | 01    |
| 02   | Carlos Pace        | Brabham-Ford    | 7:00,0 | 195,729 km/h      | 02    |
| 03   | Jody Scheckter     | Tyrrell-Ford    | 7:01,3 | 195,125 km/h      | 03    |
| 04   | Patrick Depailler  | Tyrrell-Ford    | 7:01,4 | 195,078 km/h      | 04    |
| 05   | Clay Regazzoni     | Ferrari         | 7:01,6 | 194,986 km/h      | 05    |
| 06   | Jochen Mass        | McLaren-Ford    | 7:01,8 | 194,893 km/h      | 06    |
| 07   | Hans-Joachim Stuck | March-Ford      | 7:02,1 | 194,755 km/h      | 07    |
| 08   | Emerson Fittipaldi | McLaren-Ford    | 7:02,7 | 194,478 km/h      | 08    |
| 09   | James Hunt         | Hesketh-Ford    | 7:02,7 | 194,478 km/h      | 09    |
| 10   | Carlos Reutemann   | Brabham-Ford    | 7:04,0 | 193,882 km/h      | 10    |
| 11   | Vittorio Brambilla | March-Ford      | 7:06,0 | 192,972 km/h      | 11    |
| 12   | Jean-Pierre Jarier | Shadow-Ford     | 7:07,1 | 192,475 km/h      | 12    |
| 13   | Mario Andretti     | Parnelli-Ford   | 7:08,2 | 191,980 km/h      | 13    |
| 14   | John Watson        | Lotus-Ford      | 7:09,4 | 191,444 km/h      | 14    |
| 15   | Jacques Laffite    | Williams-Ford   | 7:10,0 | 191,177 km/h      | 15    |
| 16   | Tom Pryce          | Shadow-Ford     | 7:10,1 | 191,132 km/h      | 16    |
| 17   | Tony Brise         | Hill-Ford       | 7:10,9 | 190,777 km/h      | 17    |
| 18   | Ronnie Peterson    | Lotus-Ford      | 7:11,6 | 190,468 km/h      | 18    |
| 19   | Mark Donohue       | March-Ford      | 7:11,8 | 190,380 km/h      | 19    |
| 20   | Ian Ashley         | Williams-Ford   | 7:15,9 | 188,589 km/h      | 20    |
| 21   | Alan Jones         | Hill-Ford       | 7:18,6 | 187,428 km/h      | 21    |
| 22   | Wilson Fittipaldi  | Copersucar-Ford | 7:19,1 | 187,215 km/h      | 22    |
| 23   | Harald Ertl        | Hesketh-Ford    | 7:19,5 | 187,044 km/h      | 23    |
| 24   | Gijs van Lennep    | Ensign-Ford     | 7:20,4 | 186,662 km/h      | 24    |
| 25   | Lella Lombardi     | March-Ford      | 7:36,4 | 180,118 km/h      | 25    |
| DNQ  | Tony Trimmer       | Maki-Ford       | 7:43,1 | 177,512 km/h      | –     |

### Rennen
| Pos. | Fahrer             | Konstrukteur    | Runden | Stopps | Zeit      | Start | Schnellste Runde |
| ---- | ------------------ | --------------- | ------ | ------ | --------- | ----- | ---------------- |
| 01   | Carlos Reutemann   | Brabham-Ford    | 14     | 0      | 1:41:14,1 | 10    | 7:07,7           |
| 02   | Jacques Laffite    | Williams-Ford   | 14     | 0      | + 1:37,7  | 15    | 7:14,5           |
| 03   | Niki Lauda         | Ferrari         | 14     | 1      | + 2:23,3  | 01    | 7:08,0           |
| 04   | Tom Pryce          | Shadow-Ford     | 14     | 0      | + 3:31,4  | 16    | 7:12,2           |
| 05   | Alan Jones         | Hill-Ford       | 14     | 0      | + 3:50,3  | 21    | 7:25,3           |
| 06   | Gijs van Lennep    | Ensign-Ford     | 14     | 0      | + 5:05,5  | 24    | 7:29,9           |
| 07   | Lella Lombardi     | March-Ford      | 14     | 1      | + 7:30,4  | 25    | 7:31,9           |
| 08   | Harald Ertl        | Hesketh-Ford    | 14     | 0      | + 7:40,9  | 23    | 7:25,0           |
| 09   | Patrick Depailler  | Tyrrell-Ford    | 13     | 1      | + 1 Runde | 04    | 7:08,3           |
| 10   | Mario Andretti     | Parnelli-Ford   | 12     | 0      | DNF       | 13    | 7:09,3           |
| –    | James Hunt         | Hesketh-Ford    | 10     | 0      | DNF       | 09    | 7:10,8           |
| –    | Clay Regazzoni     | Ferrari         | 9      | 0      | DNF       | 05    | 7:06,4 (07.)     |
| –    | Tony Brise         | Hill-Ford       | 9      | 0      | DNF       | 17    | 7:16,3           |
| –    | Jody Scheckter     | Tyrrell-Ford    | 7      | 0      | DNF       | 03    | 7:10,8           |
| –    | Jean-Pierre Jarier | Shadow-Ford     | 7      | 0      | DNF       | 12    | 7:14,7           |
| –    | Carlos Pace        | Brabham-Ford    | 5      | 1      | DNF       | 02    | 7:11,0           |
| –    | Wilson Fittipaldi  | Copersucar-Ford | 4      | 0      | DNF       | 22    | 7:36,1           |
| –    | Hans-Joachim Stuck | March-Ford      | 3      | 0      | DNF       | 07    | 7:18,1           |
| –    | Emerson Fittipaldi | McLaren-Ford    | 3      | 2      | DNF       | 08    | 7:32,8           |
| –    | Vittorio Brambilla | March-Ford      | 3      | 0      | DNF       | 11    | 7:23,7           |
| –    | John Watson        | Lotus-Ford      | 2      | 0      | DNF       | 14    | 7:22,4           |
| –    | Ronnie Peterson    | Lotus-Ford      | 1      | 0      | DNF       | 18    | 8:35,5           |
| –    | Mark Donohue       | March-Ford      | 1      | 1      | DNF       | 19    | 10:30,3          |
| –    | Jochen Mass        | McLaren-Ford    | 0      | 0      | DNF       | 06    | –                |
| DNS  | Ian Ashley         | Williams-Ford   | –      | –      | –         | 20    | –                |

## WM-Stände nach dem Rennen
Die ersten sechs des Rennens bekamen 9, 6, 4, 3, 2 bzw. 1 Punkt(e). In der Konstrukteurswertung zählten nur die Punkte des bestplatzierten Fahrers eines Teams. Es zählten nur die besten sieben Ergebnisse aus den ersten acht Rennen und die besten fünf aus den letzten sechs Rennen. Streichresultate sind in Klammern gesetzt.

### Fahrerwertung
| Pos. | Fahrer             | Konstrukteur              | Punkte |
| ---- | ------------------ | ------------------------- | ------ |
| 01   | Niki Lauda         | Ferrari                   | 51     |
| 02   | Carlos Reutemann   | Brabham-Ford              | 34     |
| 03   | Emerson Fittipaldi | McLaren-Ford              | 33     |
| 04   | James Hunt         | Hesketh-Ford              | 25     |
| 05   | Carlos Pace        | Brabham-Ford              | 24     |
| 06   | Jody Scheckter     | Tyrrell-Ford              | 19     |
| 07   | Clay Regazzoni     | Ferrari                   | 16     |
| 08   | Jochen Mass        | McLaren-Ford              | 14,5   |
| 09   | Patrick Depailler  | Tyrrell-Ford              | 12     |
| 10   | Jacques Laffite    | Williams-Ford             | 6      |
| 11   | Tom Pryce          | Shadow-Ford               | 5      |
| 12   | Mario Andretti     | Parnelli-Ford             | 5      |
| 13   | Mark Donohue       | Penske-Ford               | 4      |
| 14   | Ronnie Peterson    | Lotus-Ford                | 3      |
| 15   | Jacky Ickx         | Lotus-Ford                | 3      |
| 16   | Vittorio Brambilla | March-Ford                | 2      |
| 17   | Alan Jones         | Hesketh-Ford / Hill-Ford  | 2      |
| 18   | Jean-Pierre Jarier | Shadow-Ford               | 1,5    |
| 19   | Tony Brise         | Williams-Ford / Hill-Ford | 1      |
| 20   | Gijs van Lennep    | Ensign-Ford               | 1      |
| 21   | Lella Lombardi     | March-Ford                | 0,5    |
| 22   | Rolf Stommelen     | Lola-Ford / Hill-Ford     | 0      |

| Pos. | Fahrer                | Konstrukteur                 | Punkte |
| ---- | --------------------- | ---------------------------- | ------ |
| 23   | John Watson           | Surtees-Ford                 | 0      |
| 24   | Harald Ertl           | Hesketh-Ford                 | 0      |
| 25   | Bob Evans             | B.R.M.                       | 0      |
| 26   | Graham Hill           | Lola-Ford                    | 0      |
| 27   | Torsten Palm          | Hesketh-Ford                 | 0      |
| 28   | Wilson Fittipaldi     | Copersucar-Ford              | 0      |
| 29   | Guy Tunmer            | Lotus-Ford                   | 0      |
| 30   | Ian Scheckter         | Tyrrell-Ford / Williams-Ford | 0      |
| 31   | Jean-Pierre Jabouille | Tyrrell-Ford                 | 0      |
| 32   | Eddie Keizan          | Lotus-Ford                   | 0      |
| 33   | Dave Charlton         | McLaren-Ford                 | 0      |
| 34   | Damien Magee          | Williams-Ford                | 0      |
| 35   | Brian Henton          | Lotus-Ford                   | 0      |
| 36   | John Nicholson        | Lyncar-Ford                  | 0      |
| 37   | Dave Morgan           | Surtees-Ford                 | 0      |
| –    | Arturo Merzario       | Williams-Ford                | 0      |
| –    | Mike Wilds            | B.R.M.                       | 0      |
| –    | Roelof Wunderink      | Ensign-Ford                  | 0      |
| –    | François Migault      | Hill-Ford                    | 0      |
| –    | Vern Schuppan         | Hill-Ford                    | 0      |
| –    | Hans-Joachim Stuck    | March-Ford                   | 0      |
| –    | Jim Crawford          | Lotus-Ford                   | 0      |

### Konstrukteurswertung
| Pos. | Konstrukteur  | Punkte  |
| ---- | ------------- | ------- |
| 01   | Ferrari       | 54      |
| 02   | Brabham-Ford  | 51 (53) |
| 03   | McLaren-Ford  | 39,5    |
| 04   | Hesketh-Ford  | 25      |
| 05   | Tyrrell-Ford  | 24      |
| 06   | Shadow-Ford   | 6,5     |
| 07   | Lotus-Ford    | 6       |
| 08   | Williams-Ford | 6       |
| 09   | Parnelli-Ford | 5       |

| Pos. | Konstrukteur    | Punkte |
| ---- | --------------- | ------ |
| 10   | March-Ford      | 3      |
| 11   | Hill-Ford       | 3      |
| 12   | Penske-Ford     | 2      |
| 13   | Ensign-Ford     | 1      |
| 14   | Lola-Ford       | 0      |
| 15   | Surtees-Ford    | 0      |
| 16   | B.R.M.          | 0      |
| 17   | Copersucar-Ford | 0      |
| –    | Lyncar-Ford     | 0      |